# Austin Hollins
Austin Hollins, né le 8 novembre 1991 à Germantown, Tennessee (États-Unis), est un joueur américain de basket-ball. Il évolue aux postes d'arrière et d'ailier.

## Carrière universitaire
En 2010, il rejoint les Golden Gophers du Minnesota en NCAA.

## Carrière professionnelle
Le 2 août 2014, il signe son premier contrat professionnel à Denain, en France, dans la seconde division.
Hollins joue en Allemagne lors de la saison 2018-2019 et permet à Rasta Vechta (en), club promu, d'atteindre les demi-finales du championnat. Il est le 8e meilleur marqueur du championnat en saison régulière avec 16,1 points par rencontre et le meilleur intercepteur (ex æquo avec Javonte Green) avec 2,3 interceptions,.
En juillet 2019, Hollins signe un contrat de deux ans avec le Zénith Saint-Pétersbourg, club qui participe à l'Euroligue.
En août 2021, Hollins participe à la Summer League de la NBA avec les Wizards de Washington pour tenter de trouver une place en NBA. Il échoue et s'engage pour une saison avec l'Étoile rouge de Belgrade,.
Il rejoint le Maccabi Tel-Aviv, club israélien qui participe à l'EuroLigue, pour la saison 2022-2023. Blessé, il ne joue pas de la saison et quitte le Maccabi à la fin de la saison.

## Statistiques

### Universitaires
Les statistiques en matchs universitaires d'Austin Hollins sont les suivantes :
| Année     | Équipe                      | Matches | Titul. | Min./m. | %tir | %3pts | %l-f | rbds/m. | pass/m. | int/m. | ctr/m. | pts/m. |
| --------- | --------------------------- | ------- | ------ | ------- | ---- | ----- | ---- | ------- | ------- | ------ | ------ | ------ |
| 2011-2012 | Golden Gophers du Minnesota | 31      | 5      | 17,0    | 40,5 | 26,0  | 69,2 | 1,45    | 1,19    | 1,23   | 0,32   | 4,45   |
| 2012-2013 | Golden Gophers du Minnesota | 38      | 36     | 28,2    | 44,5 | 36,7  | 81,5 | 2,82    | 2,03    | 1,11   | 0,34   | 9,16   |
| 2012-2013 | Golden Gophers du Minnesota | 34      | 34     | 29,8    | 40,5 | 33,8  | 80,0 | 3,21    | 2,59    | 1,74   | 0,44   | 10,74  |
| 2013-2014 | Golden Gophers du Minnesota | 38      | 38     | 33,1    | 44,5 | 34,6  | 77,1 | 4,97    | 2,39    | 1,97   | 0,50   | 12,37  |
| Total     |                             | 141     | 113    | 27,4    | 42,9 | 34,1  | 77,9 | 3,19    | 2,08    | 1,52   | 0,40   | 9,37   |

## Palmarès
- NIT MVP (2014)
- NIT champion (2014)
- Vainqueur de la coupe de Serbie 2022
- Vainqueur de la Ligue adriatique 2022

## Vie privée
Austin est le fils de Lionel Hollins, entraîneur de basket-ball.